# Cnemaspis podihuna
Cnemaspis podihuna är en ödleart som beskrevs av  Deraniyagala 1944. Cnemaspis podihuna ingår i släktet Cnemaspis och familjen geckoödlor. IUCN kategoriserar arten globalt som livskraftig. Inga underarter finns listade i Catalogue of Life.